# 吉列尔莫·埃尔南德斯
吉列尔莫·埃尔南德斯（西班牙語：Guillermo Hernández，1942年6月25日—），墨西哥前男子足球运动员，司职后卫。他曾代表墨西哥国家队参加1966年和1970年国际足联世界杯。